# Natriumchlorat
Natriumchlorat (NaClO3; veraltet auch chlorsaures Natrium) ist eine anorganische chemische Verbindung und das Natriumsalz der Chlorsäure.

## Darstellung und Gewinnung
Natriumchlorat wird durch Elektrolyse von Natriumchloridlösung hergestellt. Das an der Anode gebildete Chlor (Cl2) reagiert zu Hypochlorit, das seinerseits durch anodische Oxidation in Chlorat übergeht.
Es kann auch durch Einleiten von Chlorgas in eine warme NaOH-Lösung hergestellt werden. Mit anschließender Kristallisation erhält man das Natriumchlorat.

## Eigenschaften
Natriumchlorat bildet farblose, wasserlösliche, kubische Kristalle. Es disproportioniert bei erhöhter Temperatur zunächst in Natriumperchlorat und Natriumchlorid.
{\displaystyle {\ce {4NaClO3 -> NaCl + 3NaClO4}}}
wobei Natriumperchlorat bei stärkerem Erhitzen weiter in Natriumchlorid und Sauerstoff zerfällt.
Wässrige Lösungen reagieren schwach sauer. Natriumchlorat kristallisiert kubisch, Raumgruppe P213 (Raumgruppen-Nr. 198) mit dem Gitterparameter a = 6,57584 Å.

## Verwendung

Werbung der IG Farben für Natriumchlorat als Unkrautvernichter

Natriumchlorat wird größtenteils als Bleichmittel in der Papierindustrie verwendet und ist auch für die Textilindustrie geeignet. Die Elementar-Chlor-Freie-Bleiche (ECF-Bleiche) bei der Zellstoffherstellung führte in den 1990er Jahren zu einer stark wachsenden Erzeugung von Natriumchlorat. Bereits um 1985 wurden fast 80 % der hergestellten Mengen zur Freisetzung von Chlordioxid verwendet. Zurzeit werden etwa 90 % der Weltproduktion zu Chlordioxid weiterverarbeitet.
Weiterhin dient Natriumchlorat zur Herstellung von Natriumchlorit, Perchloraten sowie als Unkrautvernichtungsmittel. Chlorate sind jedoch innerhalb der EU als Wirkstoffe in Pflanzenschutzmitteln nicht mehr zugelassen; ein bekannter Handelsname der chlorathaltigen Herbizide war „UnkrautEx“. Die noch immer möglichen Höchstgehalte von Rückständen in Lebensmitteln/Erzeugnissen sind durch eine Verordnung (EU) geregelt.
Früher diente Natriumchlorat als Oxidans in einigen Explosivstoffen, doch diese werden wegen ihrer Handhabungsunsicherheit schon lange nicht mehr hergestellt. Seit 1. Februar 2021 zählt die EU es zu den beschränkten Ausgangsstoffen für Explosivstoffen mit der Folge, dass die Verwendung, der Besitz, die Verbringung und die Abgabe von Gemischen mit einem Gehalt von mehr als 40 % durch und an Personen verboten ist, die nicht zu beruflichen oder gewerblichen Zwecken handeln; die berufliche oder gewerbliche Zweckbestimmung ist bei Verkauf zu überprüfen und verdächtige Transaktionen sind meldepflichtig.
Natriumchlorat ist in chemischen Sauerstoffgeneratoren enthalten, wie sie sich für Notfälle in Passagierflugzeugen über jedem Sitz befinden; sie sind über einen Schlauch mit einer Sauerstoffmaske verbunden. Bei Druckabfall im Flugzeug fallen diese Masken aus einer kleinen Kammer über dem Sitz. Der Sauerstoffgenerator wird durch das Heranziehen der Maske aktiviert. Dabei reagiert das Natriumchlorat mit Eisen zu Natriumchlorid, Eisen(II)-oxid und Sauerstoff.
{\displaystyle {\ce {NaClO3 + Fe -> NaCl + FeO + O2}}}
Durch die bei dieser Reaktion freigesetzte Wärme wird der Generator bis zu 260 Grad Celsius heiß.

## Sicherheitshinweise
Natriumchlorat ist ein starkes Oxidationsmittel, welches Brände und Explosionen verursachen kann. Es ist außerdem giftig und kann bei Aufnahme Schäden an den Nieren und am Blutkreislauf verursachen. Die letale Dosis bei oraler Aufnahme für Natriumchlorat liegt bei erwachsenen Menschen bei ungefähr 15 g.